# گلوله آتشین (فیلم)
گلولهٔ آتشین (به انگلیسی: Thunderball) فیلمی در گونهٔ جاسوسی و محصول سال ۱۹۶۵ میلادی به کارگردانی ترنس یانگ است. این فیلم چهارمین قسمت از مجموعهٔ فیلم‌های جیمز باند بود که توسط شرکت ایون پروداکشنز تولید شد و شان کانری به ایفای نقش اصلی پرداخت. فیلم گلولهٔ آتشین اقتباسی است از رمانی با همین عنوان که در سال ۱۹۶۱ به قلم ایان فلمینگ منتشر شد. این رمان بر پایهٔ فیلمنامه‌ای غیراقتباسی به نویسندگی جک ویتینگهام بود. آن فیلمنامه نیز با الهام از داستانی شکل گرفت که به‌طور مشترک توسط کوین مک‌کلوری، ویتینگهام و فلمینگ بسط داده شده بود. فیلمنامهٔ گلولهٔ آتشین توسط ریچارد می‌بام و جان هاپکینز به نگارش درآمد. این فیلم، سومین و آخرین قسمت از مجموعهٔ فیلم‌های جیمز باند است که توسط ترنس یانگ کارگردانی شد.
در این فیلم، جیمز باند مأموریت می‌یابد که دو بمب اتمی متعلق به ناتو را که توسط سازمان اسپکتر ربوده شده، پیدا کند. این سازمان تهدید کرده که در صورت عدم پرداخت ۱۰۰ میلیون پوند باج در قالب الماس، یکی از شهرهای بزرگ در بریتانیا یا ایالات متحدهٔ آمریکا را نابود خواهد کرد. جست‌وجوی باند او را به باهاما می‌کشاند و با امیلیو لارگو روبه‌رو می‌کند — مجری شمارهٔ دوم سازمان اسپکتر که مردی است با چسب چشم و علاقه‌مند به بازی با ورق. باند برای پیش‌برد این مأموریت، با فلیکس لایتر (مأمور سازمان سیا) و دومینو دروال (معشوقهٔ لارگو) نیز متحد می‌گردد. این مأموریت در نهایت به نبردی میان باند و افراد لارگو در اعماق آب ختم می‌شود.
روند تولید این فیلم بسیار پیچیده بود و شامل فعالیت چهار واحد فیلم‌برداری مختلف می‌شد. حدود یک‌چهارم از صحنه‌های فیلم زیر آب ضبط شدند. گلولهٔ آتشین نخستین فیلم جیمز باند بود که در قالب پاناویژن صفحهٔ عریض فیلم‌برداری شد و همچنین اولین فیلم این مجموعه بود که مدت زمان نمایش آن بیش از دو ساعت طول کشید. آلبرت آر. براکلی و هری سالتزمن، تهیه‌کنندگان مجموعهٔ فیلم‌های جیمز باند، در ابتدا قصد داشتند فیلم گلولهٔ آتشین را به‌عنوان نخستین قسمت این مجموعه تولید کنند؛ اما پروژه در سال ۱۹۶۱ با دعوای حقوقی همراه شد. در آن سال، دو تن از همکاران پیشین ایان فلمینگ، یعنی کوین مک‌کلوری و جک ویتینگهام، از فلمینگ به‌خاطر انتشار رمان گلولهٔ آتشین شکایت کردند و مدعی شدند که او داستان رمان را بر اساس فیلمنامه‌ای نوشته که هر سه نفر برای اقتباس سینمایی تهیه کرده بودند. این دعوای حقوقی خارج از دادگاه حل‌وفصل شد و براکلی و سالتزمن، با توجه به احتمال ساخت فیلم جداگانه توسط مک‌کلوری، پذیرفتند که او برخی از حقوق اقتباس سینمایی از داستان و شخصیت‌های رمان را در اختیار داشته باشد. مک‌کلوری همچنین به‌عنوان تهیه‌کنندهٔ اصلی فیلم معرفی شد؛ در حالی که براکلی و سالتزمن نقش مدیران اجرایی تولید را بر عهده داشتند.
فروش فیلم گلولهٔ آتشین با موفقیتی چشم‌گیر در گیشهٔ جهانی همراه بود: ۱۴۱٫۲ میلیون دلار (معادل با حدود ۱٫۴ میلیارد دلار در سال ۲۰۲۴). فروش این فیلم نه‌تنها از فروش قسمت‌های پیشن مجموعه فراتر رفت؛ بلکه از فروش پنج قسمت بعدی این مجموعه نیز بیشتر شد. با در نظر گرفتن نرخ تورم بلیت، گلولهٔ آتشین همچنان پرفروش‌ترین فیلم مجموعهٔ جیمز باند در آمریکای شمالی محسوب می‌شود. در سال ۱۹۶۶، جان استیرز موفق به دریافت جایزهٔ اسکار بهترین جلوه‌های ویژه شد و کن آدام (طراح تولید) نیز نامزدی جایزهٔ فرهنگستان هنرهای سینما و تلویزیون بریتانیا را دریافت کرد. برخی از منتقدان و تماشاگران، فیلم گلولهٔ آتشین را تحسین کرده و آن را افزوده‌ای ارزشمند به مجموعهٔ جیمز باند دانستند؛ در حالی که برخی دیگر، صحنه‌های اکشن زیر آب را تکراری و خسته‌کننده ارزیابی کردند. قسمت بعدی این مجموعه با عنوان فقط دوبار زندگی می‌کنید در سال ۱۹۶۷ ساخته شد. همچنین در سال ۱۹۸۳، شرکت برادران وارنر دومین اقتباس سینمایی از رمان گلولهٔ آتشین را با عنوان دیگر هرگز نگو هرگز منتشر کرد که در آن، کوین مک‌کلوری به‌عنوان مدیر اجرایی تولید حضور داشت.

## خلاصه داستان
بمب‌افکن نیروهای ناتو، حامل جنگ‌افزارهای هسته‌ای، ربوده می‌شود. «جیمز باند» (شان کانری) پس از ماجراهایی درمی‌یابد که «امیلیو لارگو» (آدولفو چلی)، مرد شمارهٔ ۲ سازمان «اسپکتر»، مغز متفکر این جریان است. «باند» آرام‌آرام با «لارگو» و محبوبه‌اش، «دومینو» (کلودین اوژه)، رابطه برقرار می‌کند….
در ابتدای فیلم جیمز باند نفر هفتم سازمان مخوف اسپکتر را به صورتی ناشناس به قتل می‌رساند. رئیس سازمان اسپکتر با دستیارانش جلسه ای می‌گذارد و در آن جلسه اعلام می‌کند که نفر دوم (امیلیو لارگو) یک چشم، قرار است یک باجگیری از سازمان ناتو انجام بدهد و اعلام می‌کند که یک جاسوس در پایگاه نیروی هوایی انگلیس دارد. جیمز باند در همان پایگاه مشغول استراحت و گذران تعطیلات است که به یک نفر (کنت لیپه) که خالکوبی خاصی در مچ دستش دارد مظنون می‌شود و با MI6 تماس می‌گیرد و از آنها می‌خواهد او را شناسایی کنند. بعد بصورت مخفیانه وارد اتاق کنت لیپه می‌شود و متوجه می‌شود مردی با صورت باندپیچی شده که ظاهراً تصادف کرده با نام آنجلو در اتاق کناری کنت لیپه حضور دارد. در ادامه وقتی باند مشغول کشش ستون فقرات است شخصی با دستکاری دستگاه قصد سوءقصد به جان باند است که با کمک پرستار نجات پیدا می‌کند.
در ادامه آنجلو (که با جراحی پلاستیک شبیه خلبان دربا شده) و کنت لیپه با همکاری یکی دیگر از مأموران اسپکتر که نقش یک معشوقه را برای کاپتان بازی کی کند سرگرد فرانسوا دروال را به قتل می‌رسانند و آنجلو جای خلبان مقتول را می‌گیرد. ولی آنجلو با علم به اینکه کسی نمی‌تواند در این مأموریت جایگزین او شود درخواست پول بیشتر می‌کند و اعضای اسپکتر به ناچار قبول می‌کنند.
آنجلا که با جراحی پلاستیک شبیه سرگرد دروال (خلبان ناتو) شده در یک مأموریت آزمایشی سوار هواپیمای ناتو که حامل دو بمب اتم است می‌شود.
جیمز باند در حال استراحت است که به یک آمبولانس که جنازه ای با صورت باندپیچی شده را به پایگاه منتقل می‌کنند مشکوک می‌شود و متوجه می‌شود صاحب جنازه سرگرد دروال است. او آژیر خطر را به صدا درمی‌آورد.
آنجلو در هواپیما بقیه خلبان‌ها را مسموم می‌کند و پس از اینکه هواپیما را در اختیار لارگو می‌گذارد، به قتل می‌رسد. لارگو دو بمب اتم را می‌دزدد و هواپیما را در کف اقیانوس استتار می‌کند. شماره یک اسپکتر طی تماسی با شماره دو (لارگو) خوشنودی خود را از عملیات بروز می‌دهد و دستور می‌دهد کنت لیپه بخاطر انتخاب اشتباهش (آنجلو) به قتل برسد. چون آنجلو درخواست پول بیشتر کرده بود. جیمز باند در جاده شاهد به قتل رسیدن کنت لیپه می‌شود.
اسپکتر طی تماسی با نخست‌وزیر انگلیس درخواست باج خواهی می‌کند. او می‌گوید اگر پول پرداخت نشود یکی از شهرهای آمریکا و یکی از شهرهای انگلیس با بمب اتم نابود می‌شود. و از آنها می‌خواهد اگر با باج خواهی موافق هستند هفت بار ساعت بیگ بن را به صدا درآورند.
MI6 مشغول تحقیق می‌شوند اسم رمز تحقیق Thunderball تایین می‌شود. جیمز باند اطلاعاتش را در اختیار MI6 قرار می‌دهد. باند بدنبال ردی از خواهر فرانسوا دروال به سواحل ناسائو می‌رود. متوجه می‌شود او معشوقه لارگو است. با لارگو ورق بازی می‌کند و سوءظن لارگو را به خود جلب می‌کند. شب هنگام لارگو یک نفر را برای قتل باند می‌فرستد. باند دست او را می‌خواند ولی آزادش می‌کند تا پیش لارگو برگردد. لارگو هم از اینکه او نتوانسته باند را به قتل برساند عصبانی می‌شود و او را داخل استخر کوسه می‌اندازد.
باند از طریق رادیو بی‌بی‌سی متوجه می‌شود که «ساعت ب بن هفت بار نواخته شده» که به معنی پذیرفتن خواسته‌های اسپکتر می‌باشد. باند به همراه دو تن از همکارانش با متخصص وسایل جاسوسی MI6 ملاقات می‌کند و او چند وسیله تازه اختراع شده اش را به باند توضیح می‌دهد.
درحالیکه دولت انگلیس تنها۵۵ ساعت مهلت دارد تا مقادیر زیادی الماس که اسپکتر خواسته را تحویل دهد، باند به زیر کشتی تفریحی لارگو نفوذ می‌کند و با دوربین مخصوصش عکس می‌گیرد. مأمورین لارگو گمان می‌کنند باند را به قتل رساندند ولی باند با کمک تجهیزات مخصوصش نجات پیدا می‌کند. باند با کمک همکارانش عکس‌ها را ظاهر می‌کند و متوجه می‌شود کشتی تفریحی درواقع یک زیردریایی می‌باشد پس حدی می‌زند هواپیمای مفقود شده ناتو زیردریا می‌باشد.
باند به جزیره لارگو می‌رود. لارگو و وارگاس در جزیره حصور دارند و لارگو پذیرایی مفصلی از باند می‌کند و او را به یک جشن محلی که شب هنگام برگزار می‌شود دعوت می‌کند. نیروهای لارگو به اتاق باند در هتل وارد می‌شوند، پائولا را می‌ربایند و عکس‌هایی که باند از زیردریایی لارگو گرفته می‌بینند.
باند با کمک فرماندار جزیره برق کل جزیره را قطع می‌کند و به ویلای لارگو نفوذ می‌کند. متوجه می‌شود نیروهای لارگو پائولا را به قتل رساندند. باند در استخر کوسه‌ها گیر می‌کند و باز هم نجات پیدا می‌کند!!!
باند به اتاقش در هتل برمی‌گردد، نیروهای لارگو او را بازداشت می‌کنند و باز هم بصورت معجزه آسا فرار می‌کند!
باند با هلی کوپتر به دنبال هواپیمای گمشده می‌گردد و بالاخره آن را در خلیج کوسه‌ها پیدا می‌کند. او باز هم با دومینو خواهر کاپتان فرانسوا دروال ملاقات می‌کند و به او می‌گوید معشوقه اش (لارگو) برادرش را به قتل رسانده از او می‌خواهد ردیابی را به قایق لارگو ببرد تا متوجه شود آیا بمب‌ها در کشتی هستن یا خیر. در این حین وارگاس (قاتل فوق حرفه ای سازمان اسپکتر) با اسلحه به آنها نزدیک می‌شود و دومینو به موقع جیمزباند را مطلع می‌کند و باند او را به قتل می‌رساند.
دومینو به باند می‌گوید لارگو قسمتی از جزیره را بشدت محافظت می‌کند. باند به همان محل می‌رود. قرص مخصوص ردیاب را می‌خورد و لباس غواصی می‌پوشد و در پوشش نیروهای لارگو داخل کشتی می‌رود. به غاری در زیر دریا می‌رود و بمب‌ها را پیدا می‌کند. در این حین یکی از نیروها او را تشخیص می‌دهد و در زیر آب باهم درگیر می‌شوند و طبق معمول باند پیروز می‌شود.
از طرفی دومینو با ردیابی که باند در اختیارش گذاشته در کشتی بدنبال بمب می‌رود ولی لارگو دست او را می‌خواند و بازداشتش می‌کند.
از طرفی نیروهای MI6 با هلی کوپتر بدنبال رد کپسولی که باند قورت داده می‌روند و او را پیدا می‌کنند. وقتی باند نجات می‌یابد اطلاع می‌دهد که هدف میامی است. ارتش آمریکا ده‌ها تفنگدار چترباز را به کشتی حامل بمب منتقل می‌کند و آنها زیرآب باهم درگیر می‌شوند. پس از درگیری طولانی لارگو با کشتی فرار می‌کند. باند به دنبال آنها می‌رود و در کشتی با لارگو و افراد درگیر می‌شود. لارگو باند را خلع سلاح می‌کند و در آخرین لحظه دومینو لارگو را می‌کشد. کشتی به صخره می‌خورد و منفجر میشودو باند و دومینو در آغوش هم داخل یک کشتی نجات بادی کوچک منتظر کمک می‌مانند!.

## بازیگران
- شان کانری در نقش جیمز باند،مأمور مخفی MI6
- آدولفو چلی در نقش لارگو، عضو شماره ۲ specter و دشمن باند
- کلاودین اوجر در نقش دومینو، معشوقه لارگو
- لوچانا پالوتزی در نقش فیونا، از اعضا specter
- ریک وان ناتر در نقش فیلیکس لایتر، مامور سیا و همکار باند
- برنارد لی در نقش ام، رئیس سازمان اطلاعات بریتانیا
- مارتین بسویک در نقش پائولا، همکار باند در ناسائو
- گای دولمن در نقش کنت لیپه، عضو شماره ۴ specter
- مالی پیترز در نقش پاتریشیا، فیزیوتراپیست در کلینیک سلامت
- ارل کامرون در نقش پیندر، مامور اطلاعتی که به عنوان رابط باند در ناسائو خدمت می‌کند
- پل استاسینو در نقش فرانسوا/آنجلو، خلبان نیروی هوایی فرانسه و برادر دومینو، از اعضا specter که خود را به جای فرانسوا معرفی کرد
- دزموند لولین در نقش کیو، مدیر بخش فنی
- آنتونی داوسون در نقش ارنست استاورو بلوفلد، رئیس سازمان specter و دشمن باند
- رولاند کالور، در نقش وزیر کشور، وزیر بریتانیا که عملیات تاندر بال را برای جیمز باند توضیح داد
- لوئیز مکسول در نقش مانی پنی، منشی ام
- فیلیپ لوک در نقش وارگاس، دستیار شخصی لارگو
- جرج پراودا در نقش لادیسلاو کوتزه، یک فیزیک‌دان هسته ای
- مایکل برنان در نقش جانی، یکی از افراد لارگو
- رزا آلبا در نقش مادام بواتیه
- لئونارد ساکس
- ادوارد آندرداون
- رجینالد بکویت
- ماریس گی میتسوکو
- بیل کامینگز
- آندری ماران
- ویکتور بومانت